# Rock Bottom (Hailee Steinfeld-dal)
A Rock Bottom című dal az amerikai színésznő és énekesnő Hailee Steinfeld és az amerikai pop csapat DNCE közös dala, mely 2016 március 1-én jelent meg a Republic Records kiadónál, valamint az Universal-nál. A kislemez már a 2. kimásolt dal Steinfeld Haiz című EP-jéről. A dalt Mattias Larsson, Robin Fredriksson, Julia Michaels, és Justin Tranter írta, valamint Mattman & Robin svéd páros is segédkezett a dalban.

## Előzmények
Jeff Nelson a People magazinnak azt nyilatkozta a dalról, hogy vannak dalok melyek mindenféle rossz kapcsolatot tükröznek, azonban ez a dal – Rock Bottom – tényleg egy adott jó kapcsolatra gondol, amikor hallja a dalt.

## Kritikák
A kritikusok szemével nézve a dal zamatos, és pozitív gondolatokkal van tele. Jeff Nelson nyilatkozata szerint a dal a fiatal szerelem csúcspontjait és mélypontjait mutatja be, valamint a legjobb dal az EP-n.

## Slágerlista
| Slágerlista (2016)                                 | Legjobb helyezés |
| -------------------------------------------------- | ---------------- |
| Ausztrália (ARIA)                                  | 39               |
| Kanada (Canadian Hot 100)                          | 61               |
| Kanada Hot AC (Billboard)                          | 47               |
| Csehország (Singles Digitál Top 100)               | 46               |
| New Zealand Heatseeker Singles (Recorded Music NZ) | 3                |
| Szlovákia (Singles Digitál Top 100)                | 50               |
| US Bubbling Under Hot 100 Singles (Billboard)      | 3                |
| US Mainstream Top 40 (Billboard)                   | 33               |

## Megjelenések története
| Régió            | Dátum           | Formátum           | Label              | Ref.   |
| ---------------- | --------------- | ------------------ | ------------------ | ------ |
| Egyesült Államok | 2016 február 26 | Digitális letöltés | Republic Universal | [ 15 ] |
| Egyesült Államok | 2016 március 1  | Rádiós premier     | Republic           | [ 16 ] |